# Badania materiałowe
Zasugerowano, aby zintegrować ten artykuł z artykułem Inżynieria materiałowa (dyskusja). Nie opisano powodu propozycji integracji.
Badania materiałowe – interdyscyplinarny obszar badań naukowo-technicznych, w którym jest prowadzona analiza wpływu chemicznej i fizycznej struktury materiałów na ich właściwości elektryczne, mechaniczne, optyczne, powierzchniowe, chemiczne, magnetyczne i termiczne (także rozmaite kombinacje tych właściwości) oraz są opracowywane sposoby wytwarzania materiałów o pożądanych właściwościach.
Badania materiałowe są wykonywane z użyciem szeregu technik badań fizycznych, chemicznych i mechanicznych, za pomocą których można określić zarówno strukturę, jak i właściwości materiałów, a przede wszystkim zależności pomiędzy strukturą a właściwościami. Są prowadzone w celu określenia wpływu struktury na właściwości materiałów oraz możliwości zapobiegania niepożądanym zmianom ich właściwości użytkowych (np. przez zmiany struktury). Umożliwiają opracowywanie sposobów otrzymywania, używania, ochrony (np. przed korozją) materiałów o ściśle określonych cechach użytkowych. Badania te mają silny wpływ nie tylko na planowane cechy użytkowe produktów końcowych, ale też pomagają zbadać i opracować efektywne metody ich produkcji i przetwarzania.
Badania materiałowe są prowadzone w Polsce w ramach dyscypliny naukowej (nauki techniczne), wymienionej w wykazie sporządzonym przez Ministerstwo Nauki i Szkolnictwa Wyższego jako „inżynieria materiałowa”. Polskie wyższe uczelnie techniczne prowadzą kierunek studiów „inżynieria materiałowa”, z wieloma specjalnościami, np. materiały konstrukcyjne, materiały metaliczne i ceramiczne, inżynieria materiałów polimerowych, inżynieria biomateriałów, inżynieria korozyjna, inżynieria spajania materiałów.
Badania materiałowe prowadzą czasami do powstania nowych branż przemysłu, choć są też powszechnie stosowane do ulepszania już stosowanych materiałów. Charakterystyczną cechą tych badań jest stosowanie wielu zaawansowanych technik badawczych. Współcześnie bardzo silnie rozwijanym kierunkiem badań materiałowych jest studiowanie struktury materiałów naturalnych (od drewna do jedwabiu) i próby ich naśladowania w produkcji materiałów otrzymywanych sztucznie, jak również nanotechnologia i medycyna.

## Klasy materiałów
- metale
- materiały ceramiczne
- polimery
- kompozyty
- biomateriały
- ciekłe kryształy

i wiele innych...

## Działy badań materiałowych
- nanotechnologia
- biotechnologia
- krystalografia
- metalurgia
- tribologia
- reologia

i wiele innych...